# Podocnemis
Genre
Synonymes
- Chelonemys Gray, 1864
- Bartlettia Gray, 1870

Podocnemis est un genre de tortues aquatiques de la famille des Podocnemididae.

## Répartition
Les six espèces de ce genre se rencontrent en Amérique du Sud.

## Liste des espèces
Selon TFTSG (25 mai 2011) :
- Podocnemis erythrocephala (Spix, 1824)
- Podocnemis expansa (Schweigger, 1812)
- Podocnemis lewyana Duméril, 1852
- Podocnemis sextuberculata Cornalia, 1849
- Podocnemis unifilis Troschel, 1848
- Podocnemis vogli Müller, 1935

## Publication originale
- Wagler, 1830 : Natürliches System der Amphibien, mit vorangehender Classification der Säugthiere und Vögel. Ein Beitrag zur vergleichenden Zoologie. J. G. Cotta, München, p. 1-354 (texte intégral).